# Macrostomum virginianum
Macrostomum virginianum är en plattmaskart. Macrostomum virginianum ingår i släktet Macrostomum och familjen Macrostomidae. Inga underarter finns listade i Catalogue of Life.